# Válvula de uretra posterior

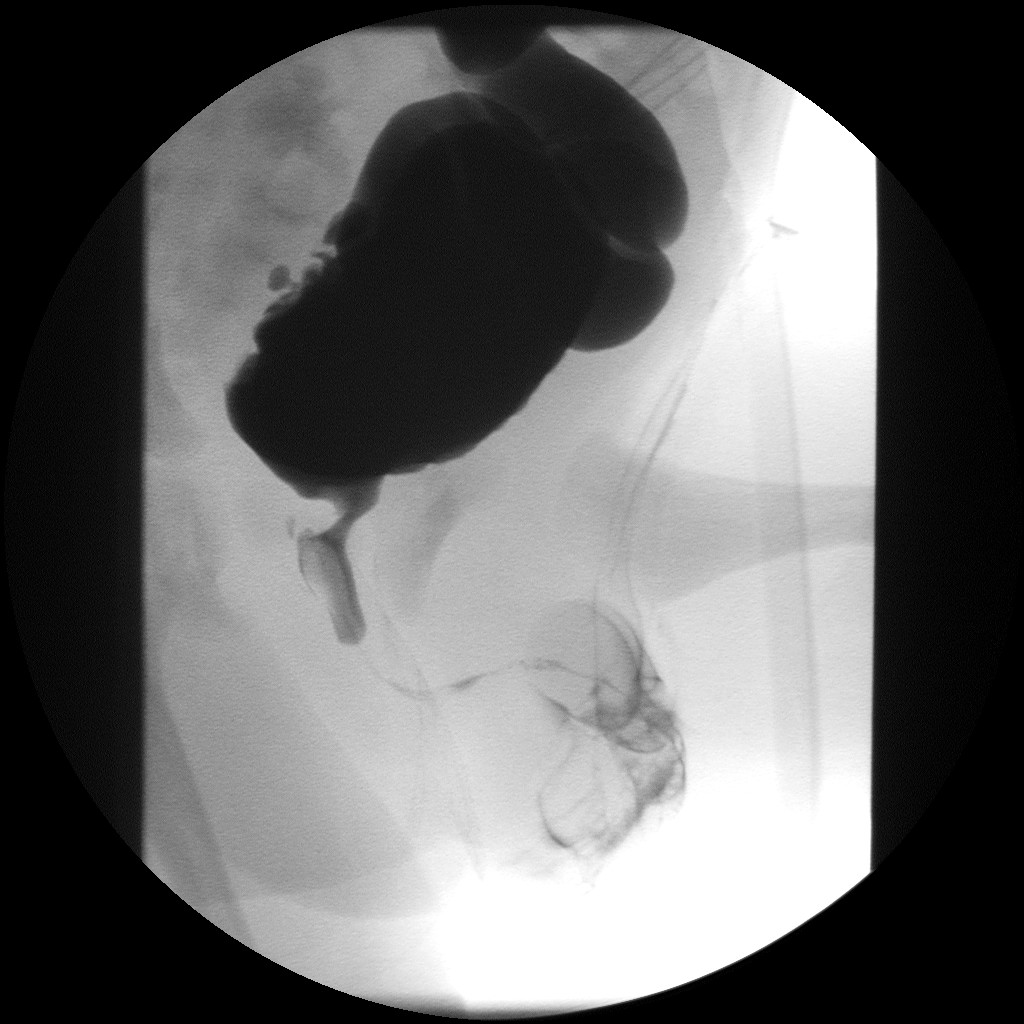
Tomografia de uma obstrução infravesical, por válvula de uretra.

Válvula de uretra posterior (VUP) é uma desordem do desenvolvimento do sistema geniturinário que cursa com obstrução da uretra. A válvula de uretra posterior são folhetos teciduais que se formam na região posterior da uretra masculina durante o crescimento intrauterino. É a causa mais comum de obstrução uretral grave em crianças do sexo masculino. Esta condição apresenta variados graus de apresentação, sendo que os casos mais graves podem apresentar displasia renal e hipoplasia renal devido ao pequeno volume de líquido amniótico durante a gestação.